# Senyoriu de Benferri
El Senyoriu de Benferri va ser concedit a Jaime de Rocamora y Rocamora a mitjan segle xv pel Rei d'Aragó Alfons V.

## Història
Les places de Benferri, la Pobla de Rocamora i la Granja de Rocamora, a l'actual comarca del Baix Segura, pertanyien a la família dels Rocamora d'ençà el segle xiii.
Després d'erigir-se el Senyoriu de Benferri, Jaime de Rocamora y Rocamora va ser el seu I senyor fins a la seua defunció en 1468. Va rebre de la Corona d'Aragó, a més del Senyoriu de Benferri, el de la Pobla de Rocamora i el de la Granja. Aquests territoris pertanyien a Jaime, heretats per línia successora del seu pare Pedro Martín de Rocamora. Aquest va ser succeït en els títols pel seu fill Juan de Rocamora y Vázquez, II senyor.
La mort de Juan José de Rocamora y Ruiz, V senyor de Benferri, va vindre seguida del repartiment de les possessions de la Casa de Rocamora. El seu successor Francisco de Rocamora y Maza només va aconseguir mantindre el Senyoriu de la Granja, mentre que el seu besoncle Jaime Juan de Rocamora y Rocamora, sense respectar els seus drets successoris, va prendre possessió dels senyorius de Benferri i de la Pobla de Rocamora, de manera que va passar a ser el VI senyor.
A partir d'aleshores, la Granja de Rocamora va quedar desvinculada del senyoriu territorial del tronc principal dels Rocamora, encara que tornaria a unir-se més endavant a la resta de possessions ja al segle xviii.
El VII senyor, Jaime de Rocamora y López Varea, va emprendre la construcció de les 15 cases, necessàries per aconseguir la Jurisdicció Alfonsina. Així, va obtindre per a Benferri la independència municipal d'Oriola en 1622 i va morir mesos després.
Jaime va ser succeït pel seu fill Jerónimo de Rocamora y Thomas. L'any de la seua presa de possessió, en 1622, va manar edificar la parròquia de Sant Jeroni de Benferri. Jerónimo va obtindre del Rei Felip IV els títols nobiliaris de baró de la Pobla de Rocamora en 1632 i de marqués de Rafal en 1636.
Aquest noble va ser el punt d'origen de la divisió de la família Rocamora en una branca de senyors de Benferri, descendent del seu primogènit Nicolás de Rocamora y Molins i una altra branca de marquesos de Rafal, descendent del seu fill Juan de Rocamora y García de Lasa, nascut d'un segon matrimoni.
Amb Nicolás de Rocamora y Molins, IX senyor de Benferri, el títol quedaria separat de la Pobla de Rocamora després de quatre segles d'unió.
En temps del XIII senyor de Benferri, Jaime de Rocamora y Cascante, el Senyoriu es tornaria a unir a la Baronia de la Pobla de Rocamora i al Marquesat de Rafal, d'on ja no se separaria fins a la seua abolició.
L'últim senyor de Benferri va ser Vicente Melo de Portugal y Heredia, XVII senyor, que havia heretat el senyoriu de la seua mare amb el Marquesat de Rafal, el Comtat de la Granja de Rocamora i la Baronia de la Pobla de Rocamora. Després de finalitzar la Guerra de la Independència, el temps de l'antic règim havia quedat enrere i els senyorius van ser abolits.

## Línia de descendència de la Casa de Rocamora
Des del repartiment de les terres del Baix Segura en 1265, fins que es fundara el senyoriu de Benferri al segle xv, aquests han sigut els qui han ostentat la prefectura de la Casa de Rocamora:
- Pedro Ramón de Rocamora (Pierre Roman de Rocamoure)
- Mosén Jaime de Rocamora
- Martín de Rocamora
- Pedro de Rocamora
- Pedro Martín de Rocamora (pare de Jaime de Rocamora y Rocamora, I senyor de Benferri)

## Llista dels senyors de Benferri
|                              | Titular                                   | Període                      |
| Creació por Alfons V d'Aragó | Creació por Alfons V d'Aragó              | Creació por Alfons V d'Aragó |
| ---------------------------- | ----------------------------------------- | ---------------------------- |
| I                            | Jaime de Rocamora y Rocamora              | -1468                        |
| II                           | Juan de Rocamora y Vázquez                | 1468-                        |
| III                          | Pedro de Rocamora y Rocamora              |                              |
| IV                           | Francisco de Rocamora y Rocamora          |                              |
| V                            | Juan José de Rocamora y Ruiz              |                              |
| VI                           | Jaime Juan de Rocamora y Rocamora         | –1534                        |
| VII                          | Jaime de Rocamora y López Varea           | 1534-1622                    |
| VIII                         | Jerónimo de Rocamora y Thomas             | 1622–1639                    |
| IX                           | Nicolás de Rocamora y Molins              | 1639-1641                    |
| X                            | Jerónimo José Juan de Rocamora y Cascante | 1641–1667                    |
| XI                           | Vicente de Rocamora y Ruiz                | 1667–1698                    |
| XII                          | Jerónimo de Rocamora y Cascante           | 1698–1722                    |
| XIII                         | Jaime de Rocamora y Cascante              | 1722–1740                    |
| XIV                          | Antonia de Rocamora y Heredia             | 1740–1751                    |
| XV                           | Antonio de Heredia y Rocamora             | 1751–1761                    |
| XVI                          | Antonia María de Heredia y Rocamora       | 1761-1808                    |
| XVII                         | Vicente Melo de Portugal y Heredia        | 1808-1812                    |

## Rehabilitació de l'antic títol com a Baronia
Alfons XIII va fer lliurament a María Mercedes Pardo-Manuel de Villena y Jiménez del títol de Baronessa de Benferri, creat en base de l'antic senyoriu que va quedar abolit després de la Constitució de 1812. La Reial Carta de Rehabilitació va ser expedida el 21 de juny de 1920.
El 30 de maig de 1984 va morir sense descendència la I baronessa de Benferri, de manera que el seu successor va ser el seu nebot el Comte de Via Manuel Carlos Pardo-Manuel de Villena y Verástegui, qui actualment ostenta els títols d'II baró de Benferri i XI comte de Via Manuel.

## Llista dels Barons de Benferri
|                         | Titular                                                 | Període                 |
| Creació per Alfons XIII | Creació per Alfons XIII                                 | Creació per Alfons XIII |
| ----------------------- | ------------------------------------------------------- | ----------------------- |
| I                       | María de las Mercedes Pardo-Manuel de Villena y Jiménez | 1920-1984               |
| II                      | Carlos Pardo-Manuel de Villena y Verástegui             | 1984-actual titular     |

## Arrels de la Casa de Rocamora
La família Rocamora procedeix de Pedro Ramón de Rocamora (Pierre Roman de Rocamoure), fill del senyor de Rocamoure, a la província occitana de Septimània (després Llenguadoc), al nord dels Pirineus. Pedro Ramón era nebot del Rei de França Lluís VIII.
Pedro Ramón de Rocamora va acompanyar, al costat d'altres nobles, Jaume I el Conqueridor, Rei d'Aragó i Comte de Barcelona, en diverses de les seues campanyes de conquesta.
El 25 d'agost de 1265, en el repartiment de terres fet a Còrdova pel Rei de Castella i Lleó, Alfons X el Savi, en què van ser repartides les terres del Baix Segura entre aquells partícips de la presa d'Oriola, se li va assignar a Pedro Ramón de Rocamora les heretats de Benferri, la Granja de Rocamora i la Pobla de Rocamora.
La línia de descendència de la Casa de Rocamora va mantindre les seues possessions unides d'ençà el segle xiii fins al segle xvi, moment en què es va produir la primera divisió i separació de béns a la Casa de Rocamora, per la qual cosa va quedar la Granja de Rocamora exclosa del tronc principal.
Més endavant, al segle xvii, la línia es va dividir novament en dues branques, descendents de Jerónimo de Rocamora y Thomas, una de Juan de Rocamora y García de Lasa de marquesos de Rafal i l'altra del seu germà patern Nicolás de Rocamora y Molins, de senyors de Benferri.
La falta de successió de la línia de marquesos de Rafal va fer recaure al majorat sobre la línia de senyors de Benferri, que va continuar el llinatge fins a la seua extinció en 1751.